# Al calor del amor en un bar
«Al calor del amor en un bar» es una canción del grupo español Gabinete Caligari, incluida en su álbum de estudio homónimo.

## Descripción
A ritmo de pasodoble y con sonidos castizos (del folclore español), parte de la crítica la considera como la mejor canción del álbum.
El tema ha sido clasificado por la revista Rolling Stone en el número 114 de las 200 mejores canciones del pop rock español, según el ranking publicado en 2010.
Publicado como primer sencillo del álbum homónimo, en 1986, en la cara B se incluyó la canción Rey o vasallo.
Alcanzó el número 1 de Los 40 Principales el 26 de abril de 1986.
El tema está además incluido en el álbum recopilatorio La culpa fue de Gabinete (2004). Jaime Urrutia además, incluyó el tema en su segundo proyecto al margen de la banda, el álbum titulado, En Joy (2007) interpretándolo en colaboración con Enrique Bunbury. El videoclip de la canción original fue producido por el programa de TVE La bola de cristal, que lo estrenó. TVE consideró seriamente esta canción para el Festival de Eurovisión de 1986, pero el grupo fue descartado para seleccionar a Cadillac.
Por otro lado, fue versionado por la banda Canallas, que lo incluyó en su álbum Va por ustedes, de 2001.
El videoclip de la canción original fue producido por el programa de TVE La bola de cristal, que lo estrenó.